# Milwaukee Open
O Milwaukee Open foi um torneio masculino de golfe no PGA Tour, disputado somente em 1940 no North Hills Country Club, em Menomonee Falls, no estado norte-americano de Wisconsin. Ralph Guldahl venceu o evento por quatro tacadas à frente do jogador de golfe Johnny Bulla.